# 英国欧州航空548便墜落事故
英国欧州航空548便墜落事故（えいこくおうしゅうこうくう548びんついらくじこ、British European Airways Flight 548）は、1972年6月18日に発生した航空事故。
事故の原因はパイロットエラーと推測されているが、詳細は不明である。

## 事故の概要
1972年6月18日の日曜日の午後の雨の中、英国欧州航空(BEA)548便はイギリスのロンドン・ヒースロー空港からベルギーのブリュセルに向かう欧州域内線として28R滑走路を離陸し、離陸から1分40秒後の現地時間の午後4時11分ごろ、空港から約5km離れた幹線道路A30附近の森林に機首を高く上げた姿勢でほぼ垂直に墜落した。548便はイギリスのホーカー・シドレー社製のトライデント 1Cジェット旅客機（機体記号:G-ARPI）で運航されていた。乗客1名が救助されたが直後に死亡し、乗員乗客118人全員が死亡した。イギリス国内で死者が100名を超えた航空事故は本事故が初だった。
事故機にはフライトデータレコーダー(FDR)は搭載されていたが、コックピットボイスレコーダー(CVR)は搭載されていなかった。そのため操縦室内の状況は不明である。
FDRの記録の解析から、上昇中に高度1,772フィート (540 m)となった時点で、規定よりも63ノット (117 km/h)も遅い162ノット (300 km/h)しか速度が出ていないにもかかわらず、主翼前縁の高揚力装置（前縁フラップ、トライデントではドループと呼称）が収納されたために失速し、更にその後正しい回復操作を行わなかったためディープストールに陥って墜落したことが判明した。そのためパイロットエラーによる事故と推測されているが、詳細は判っていない。

## 乗員
- 機長：スタンレー・キー(51歳)。飛行経験15,000時間、うちトライデント4,000時間[1]
- 副操縦士：ジェレミー・キーリー(22歳)。入社1ヵ月半の新人。副操縦士経験は29時間[1]
- 航空機関士：サイモン・タイスハースト(24歳)。飛行経験1,400時間超、うちトライデント750時間[1]
- 客室乗務員：3名
- デッドヘッド：BEAの職員3名。ブリュッセルからビッカース ヴァンガードを回航する予定の運航乗務員

## 事故の経過
註: 以下の時刻は全て公式事故報告書に基づくグリニッジ標準時(GMT)。

### 出発
BE548便（コールサイン「Bealine 548」）の出発予定時刻は15:45だった。15:20、運航乗務員3名が搭乗した。15:36、ディスパッチャーのJ.コールマンがキーに荷重表を渡し、その3分後に管制からエンジン始動を許可された。扉を閉める間際に、コールマンはキーにデッドヘッド3名を乗せて欲しいと依頼した。その3名を追加すると無燃料重量がトライデントの上限41,730kgを超過する計算だったので、一部の郵便物や貨物を降ろして対応した。それでも結局24kg超過したが、エンジン始動から離陸までに相当量の燃料を消費したので、燃料を含む総重量は許容離陸重量の範囲内だった。
デッドヘッド職員はジョン・コリンズ機長が率いていた。コリンズは以前トライデントの副操縦士として豊富な経験を積んでおり、操縦室内の補助席に座ることとなった。その他に、乳児を母親に抱えて貰ってもう1席を空けた。

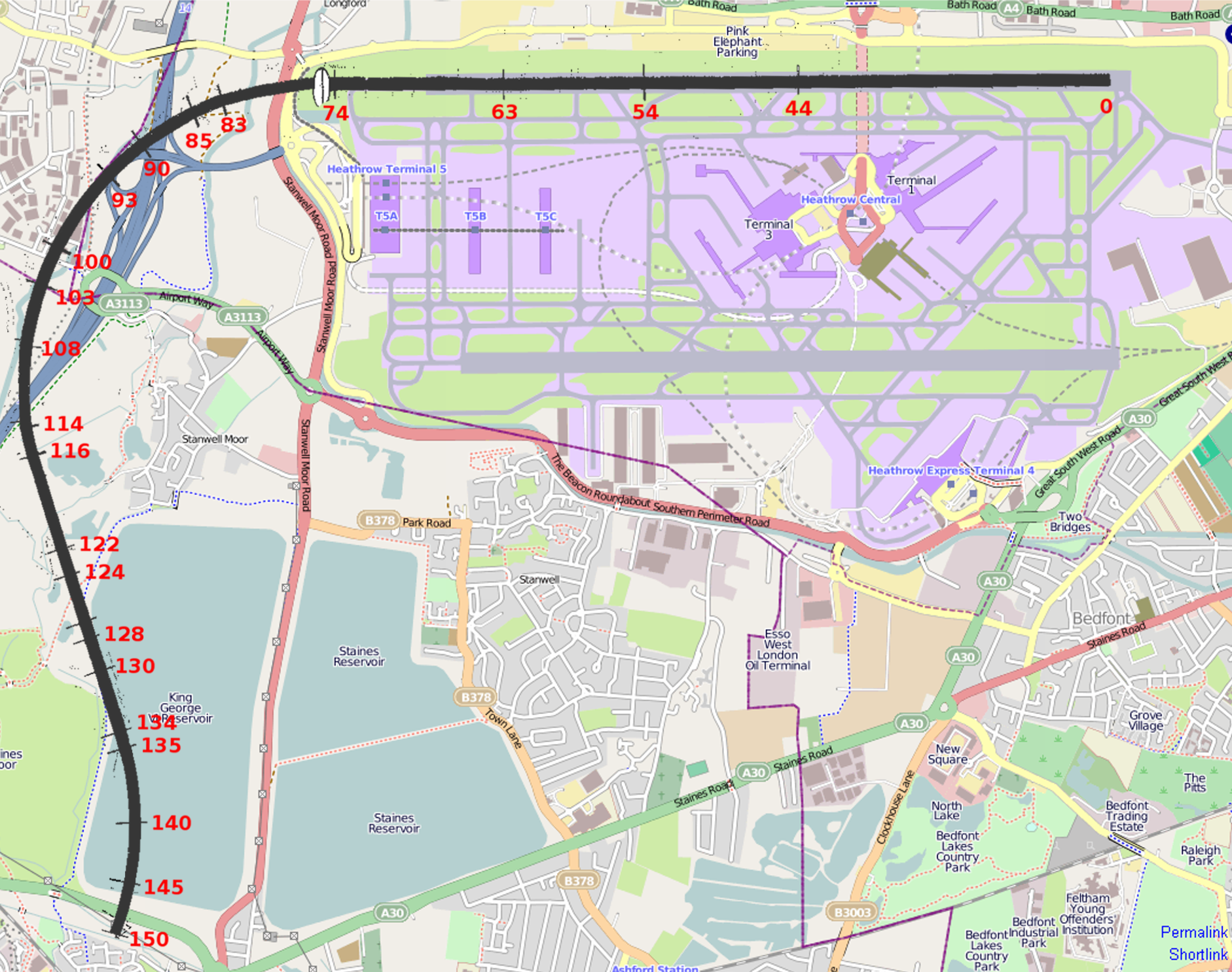
BEA548便の飛行経路を今日のヒースロー空港含む周辺地図に重ねた図。赤数字はブレーキ解除からの経過秒

15:58に扉が閉められ、16:00にキーはプッシュバックを要請した。16:03、548便は滑走路28Rの離陸開始位置まで誘導路で移動する許可を得た。この移動中に548便は「ドーバー1標準計器出発」と呼ばれる出発航路の使用を許可された。この標準計器出発方式では、まず西側のILSローカライザと逆方向の滑走路09Lのミドルマーカーを越えて離陸してから、左旋回してエプソムの無線標識(NDB)を高度3,000フィート (910 m)以上で方位145°に捉え、そのままドーバーに向かうこととなっていた。キーは管制塔に離陸準備よしと伝え、許可を得たが、その後技術的問題（内容不詳）が生じたとして対処のため2分間待機位置に留まった。
16:08、キーは再度離陸を求めて許可された。210°方向から17ノット (31 km/h)の横風があった。天候は荒れており、土砂降りの雨で全天曇り、雲底は高度1,000フィート (300 m)に垂れ込め、高度600フィート (180 m)にも千切れ雲が見られた。後の公式調書によれば、飛行中の最も重要な時点で乗員は雲中にいて無視界だったという。16:08:30、548便は離陸滑走を開始し、44秒後に対気速度(IAS)145ノット (269 km/h)で離陸したのち、間もなく安全上昇速度(V2)の152ノット (282 km/h)に達して降着装置を収納した。19秒後、高度355フィート (108 m)の速度170ノット (310 km/h)時点でオートパイロットを開始し、飛行速度が固定されたが、本来必要な初期上昇速度は177ノット (328 km/h)だった。
16:09:44（離陸滑走開始から74秒後）、高度690フィート (210 m)を超えて、キーはエプソムNDBに向けて旋回を開始し、許可の通りに上昇中と通信して雲に入った。16:10（90秒後）、規定の騒音低減操作を開始した。この時操縦していたのが機長のキーだとして、騒音低減操作に含まれるフラップ上げとエンジン出力抑制は副操縦士のキーリーが担当した可能性がある。16:10:03（93秒後）、フラップを離床設定の20°から収納した。その後間もなく548便は高度1,500フィート (460 m)を超え、海抜6,000フィート (1,800 m)までの上昇を許可された。この旋回中に対気速度は157ノット (291 km/h)に下がり、目標速度を20ノット (37 km/h)下回った。

### 失速警報
16:10:24（114秒後）、高度1,772フィート (540 m)速度162ノット (300 km/h)にて主翼の前縁フラップ（トライデントではドループと呼称）を収納したが、これは本来ドループを収納できる安全速度225ノット (417 km/h)を63ノット (117 km/h)も下回っていた。その1秒後、操縦室で失速警報が視覚表示と音声で発動し、続いて16:10:26（116秒後）にスティックシェイカーが作動、更に16:10:27（117秒後）には失速防止装置（スティックプッシャー）によって操縦桿が自動的に押されてオートパイロットが解除され、よって機首が下がったのでスティックプッシャーも解除された。このときオートパイロットの解除警報が大音量で鳴動し、以後そのまま鳴り続けた筈である。548便は左右の両翼を水平に戻したが、オートパイロットが解除されたため昇降舵のトリムが機首上げ維持で残り、このため迎角が再び高くなりいよいよ失速寸前となった。
16:10:32（122秒後）までにドループは完全に収納された。機速は177ノット (328 km/h)、高度は1,560フィート (480 m)となり、機体は依然として通常の上昇姿勢を維持していた。続く2秒のうちに再度スティックシェイカーとプッシャーが作動、飛行開始127秒後に三度びスティックプッシャーが作動したが、その1秒後、乗員の誰かがレバーを引いて失速警報と失速防止装置を解除した。
16:10:39（129秒後）、548便の高度は1,275フィート (389 m)に落ち、失速防止装置が機首を下げたので機速は193ノット (357 km/h)に増速。548便は依然として予定通りの航路を目指し、右に16°バンクして旋回した。548便はまたも機首を上げて機速をやや抑え、177ノット (328 km/h)としたが、これはドループが展張している前提での通常の上昇速度である。このため失速が更に悪化した。
16:10:43（133秒後）、トライデントはディープストールに陥った。高度は1,200フィート (370 m)を割り、機首は31°上を向き、機速は最低表示速度である54ノット (100 km/h)を下回った。16:10:47（137秒後）、高度1,000フィート (300 m)の時点でトライデントの降下率は4,500フィート毎分 (23 m/s)になっていた。16:11、ブレーキ解除から丁度150秒後、同機は地表に激突した。
機体は付近の送電高架線を際どく越えて、A30道路からすぐ南にある高木に囲まれた狭く細長い土地に墜ちた。墜落現場はステインズ＝アポン＝テムズの近くにあるジョージ六世貯水池から南に位置する。墜落時点で火災は発生しなかったが、後の救出作業中に切断工具を使っていて火事を出した。

### 目撃者と救出作業
本事故には目撃者が3名いた。近くを歩いていたポール（9歳）とトレヴォー（13歳）のブーク兄弟と、車で通りがかって近くの民家に駆け込み空港に電話で通報した運転者である。
犬を連れて歩いていて上を見たら飛行機が見えた。丁度もやの中から出て来るところでエンジンが止まって墜ちているようだった。夢かと思った。空から飛行機がいきなり落ちて来たのだ。地表にぶつかる瞬間は見えなかった（中略）墜ちた場所は木立に囲まれていたから。墜ちた際はまず先端がぶつかり、後端は単に吹き飛ばされた。—トレヴォー・ブーク、Mayday
航空管制官は同機がレーダーから消えたのに気付いていなかった。消防や救急も15分後まで事故を知らず、状況を把握するまで1時間近く掛かった。最初に現場に駆け付けたのは発見者の兄弟から通報を受けた近所に住む元看護婦で、その次はたまたま通りかかった救急車の隊員だった。生存者は男性客1名が客室で発見されたが、アシュフォード病院に運ばれたのち意識が戻らないまま死亡した。もう1人少女も発見されたが現場で死亡した。他に生存者はいなかった。合わせて救急車30台と消防車25台が現場に投入された。
付近の道路は酷い渋滞となり、その様子をマイケル・ヘーゼルタイン航空宇宙相はBBCのテレビ番組上で「食屍鬼ども、不幸な食屍鬼ども」と表現した。野次馬が多過ぎて救助活動が邪魔されたという話もあったが、調査報告書によれば警察が野次馬を捌いたのでその事実は無かった。なお、一部の目撃者は交通渋滞の原因は単に警官がA30を通行止めにしたからで、野次馬のせいではないと述べている。
消防隊が駆け付けた際には、機体の残骸の中から生存している数人の乗客を見出すことができたが、地上にたたきつけられたショックで次々と死亡した。唯一、アイルランド人の男性が病院に担ぎ込まれたが、事故の様子などを語る間もなく息を引き取った。
BEAの機長であるエリック・プリッチャードは遺体が全て収容された直後に現場に到着し、残骸について所見を述べている：
機体は機首を高く上げた姿勢で墜落した。2番エンジンは大きなクレーターを穿った。機尾はほぼ完全に機体から分離した。同機が前に進んでいた形跡は殆どなく、実際、あちこち歪んで壊れていたが機体全体としては無傷で、特に胴体がそうだった。左右の主翼は見たところ大した損傷はなかった。ドループとフラップは全部引き込まれていた。—エリック・プリッチャード、Mayday
イギリス国内の航空事故で犠牲者が100名を超えたのは本事故が初であり（イギリスの航空会社、かつ海外で発生した事故には英国海外航空機空中分解事故がある）、後にスコットランドのロッカビーでパンアメリカン航空103便爆破事件が起きるまで英国史上最悪の航空事故だった。

## 乗客
乗客は計109名であり、国籍/地域は英国25名（乗員9名除く）、米国29名、ベルギー29名、アイルランド12名、南アフリカ4名、カナダ3名、タイ1名、ジャマイカ2名、ラテンアメリカ1名、インド1名、仏領西アフリカ1名、ナイジェリア1名。うち25～30名は女性で、他に子供が数名いた。
乗客のうち12名はConfederation of Irish Industryの代表以下上級幹部であり、欧州経済共同体へのアイルランド加盟に関する準備会合に出席するためブリュッセルに向かう途上だった。
王立ロンドン代替医療病院(Royal London Hospital for Integrated Medicine)の医師と上級職員ら16名も犠牲となり、のちに追悼ベンチがロンドンのクイーンスクエアにある病院(Great Ormond Street Hospital)近くに設置されている。
元CIA職員のカーメル・オフィーも事故機に搭乗していた。彼は1950年代に米国政府で発生したLavender scareと呼ばれる同性愛者追放運動で職を追われた一人であり、事故発生当時は潜在的危険分子と看做されていた。

## 事故調査
事故の直接原因はドループを過早収納したことと判明し、パイロットエラーが原因として推測された。このため何故そのような誤操作が生じたのか調査された。事故時、548便の操縦室には機長、副操縦士、航空機関士の他に非番のBEAの機長の計4名がいた。調査により次のことが判明した。
まず機長とそのほかの運航乗務員とでは大きな年齢差があり、人間関係がうまくいっていなかった。そして事故の2時間前に、機長は別の若い労働組合側の機長とストライキ決行に関する労使関係の問題について大きな声を張り上げて口論していたことや、操縦室内に八つ当たりの落書きを残していたので機長が口論のことで立腹していたことが判明した。さらに機長の検死から、心臓動脈がアテローム性動脈硬化を患っており、胸部大動脈で高血圧が原因と思われる血管亀裂を起こしていたことが発見された。公開審問で証拠採用された検死所見によれば、これは「死亡する2時間前から約1分前の間の何処か」で起きた。つまり、機長は乗務員控え室にいた時点から離陸滑走開始後90秒（騒音低減操作を実施した時点）までの間のいつ発作に襲われていてもおかしくなかったことになる。しかし検死医は機長が感じた苦痛の度合いやどの程度行動困難となったかまでは特定できなかった。このため機長の病状については、審問中やそれ以後の議論を通じても「医療専門家の間での見解の不一致」が長年続いている。
離陸から墜落まで操縦室内の詳細な状況が判明しないので、操作ミスがあったとしてそれが機長だったか副操縦士だったかは不明である。機長の発作や非番の機長の存在、または人間関係の問題などにより操縦に専念できなかった可能性もある。

## 事故の影響
- 事故機の機長が、異常があるにもかかわらず健康診断はパスしていたという教訓から、心電図検査は静止状態ではなく負荷状態で実施すべきとされた。
- 副操縦士業務に就くためにはもう少し経験を積むべきと答申された。
- そもそも失速するほどの低速で飛行している際に高揚力装置を収納できてしまうことが、トライデントの欠陥として問題視された。

本事故の後、イギリスの航空機はコックピットボイスレコーダーの搭載が義務化された。

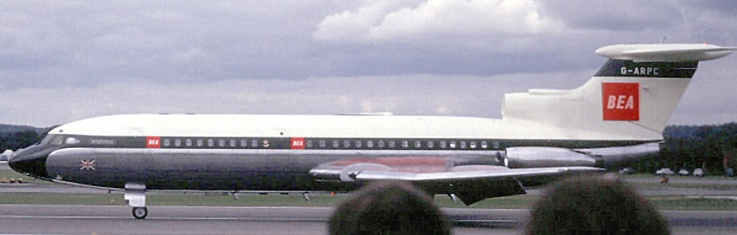
英国欧州航空塗装の事故機・トライデントの同型機
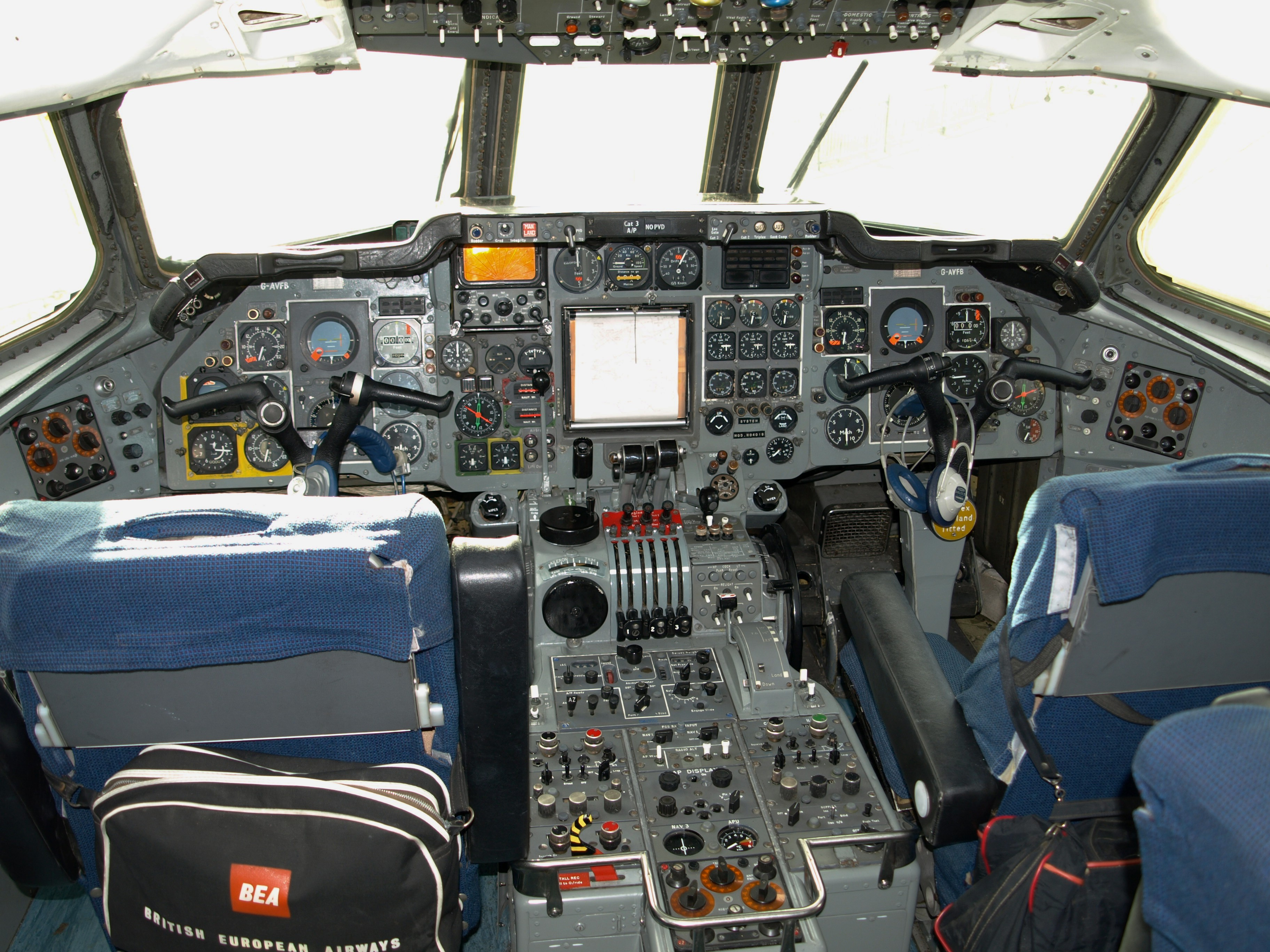
トライデントの操縦室
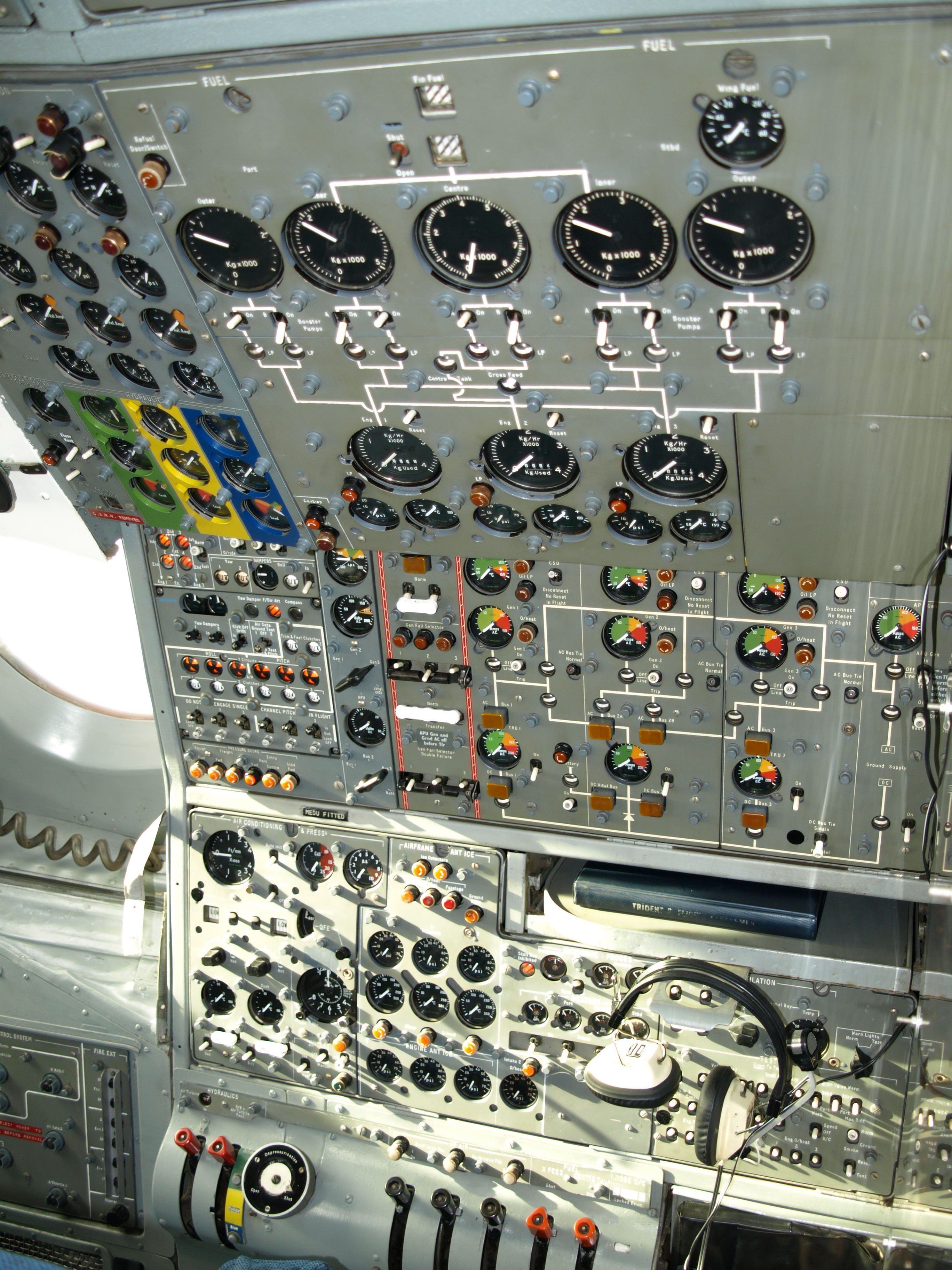
トライデントの航空機関士席

## 類似事故
- 1963年BAC 1-11テスト機墜落事故
- 1966年トライデント テスト機墜落事故（英語版）

## 本事故を扱った作品
- 柳田邦男『続・マッハの恐怖』：事故原因を次のように推測している。まず、離陸直後に機長が循環器疾患のために急死あるいは瀕死となった。そこで経験の浅い副操縦士が速度不足のままドループを収納して失速させ、回復操作にあたっても騒音低減のため絞ったままのエンジン出力を戻さず、機首を引き上げた。このように誤りを連続して犯した結果、回復不能な失速に陥った[30]。
- メーデー!:航空機事故の真実と真相 第11シーズン第1話「FIGHT TO THE DEATH」：ドループとフラップの操作レバーが酷似しており多数の乗員がしばしば両者を混同して誤操作していたことや、事故機の失速防止装置が作動したにもかかわらず、乗員に解除されたことなどを指摘している。